# Safad
Safad o Safed (in ebraico צפת‎?, Tzfat; in arabo صفد‎?, Ṣafad) è una città di Israele, situata nel distretto Settentrionale, in Galilea. Capoluogo dell'omonimo sottodistretto, è una delle quattro città sante ebraiche, insieme a Gerusalemme, Hebron e Tiberiade.

## Geografia fisica
È situata a un'altitudine di 900 metri s.l.m.

## Storia
La città, od almeno il suo primo impianto, fu fondata secondo la tradizione biblica da Sem, uno dei tre figli di Noè, che vi studiava volentieri assieme al figlio Eber, ma Safad non si sviluppò a livello urbano fino al momento in cui fu occupata e governata dai romani.
Safed è stata identificata con Sepph (Σέπφ), una città fortificata nell'Alta Galilea menzionata negli scritti dello storico ebreo romano Flavio Giuseppe. Il Talmud di Gerusalemme menziona Safed come uno dei cinque punti elevati dove venivano accesi fuochi per annunciare la Luna Nuova e le festività durante il periodo del Secondo Tempio.
È particolarmente importante per la storia dell'ebraismo, avendo ospitato numerosi eruditi trasferitisi in seguito all'espulsione degli ebrei dalla Spagna nel 1492, immediatamente dopo la Reconquista, e per essere stato, in epoca ottomana, uno dei principali centri di elaborazione intellettuale legata alla Kabbalah, con personalità quali Moshé ben Yaakov Cordovero o Isaac Luria, come pure della Halakha; Yossef Karo vi fissò la propria residenza.
I Templari vi eressero una fortezza, caduta più tardi nelle mani del sultano mamelucco Baybars nel luglio del 1266.
La città godette di grande prosperità fino al XVI secolo, e in essa fu costruita la prima tipografia del Vicino Oriente nel 1578. Tuttavia una serie di epidemie, terremoti e conflitti con la componente araba ne decretarono il declino. La città fu praticamente spopolata della sua componente ebraica dopo i moti arabi del 1929.
Safad ha conosciuto una rinascita nel XX secolo, con la nascita dello Stato d'Israele, riprendendo il suo ruolo di centro di studi ebraici. È anche un interessante sito artistico, con le sue celebri strade lastricate.

### Conflitto arabo-israeliano
Venti abitanti ebrei furono uccisi nel 1929 (massacro di Safad). Nel 1948 c'erano circa 12.000 abitanti arabi, mentre i 1.700 ebrei erano in maggior parte religiosi e anziani. Durante la guerra arabo-israeliana del 1948-1949, gli arabi fuggirono anche da Safed su sollecitazione dei governi arabi che avevano iniziato la guerra contro Israele. Si racconta che anche la famiglia del Presidente dell'Autorità Nazionale Palestinese Mahmūd Abbās faceva parte dei profughi. La città fu conquistata dalle forze ebraiche l'11 maggio 1948. Nel 1974, 102 adolescenti ebrei di Safad furono presi in ostaggio da elementi del Fronte Popolare Democratico per la Liberazione della Palestina (FPDLP) mentre dormivano in una scuola di Maalot e 21 di loro furono massacrati.
Nel luglio 2006, proiettili Katjuša lanciati da Hezbollah dal Libano del Sud hanno colpito Safad, uccidendo un uomo e ferendone altri. Il 14 luglio, altri missili hanno ucciso un fanciullo di cinque anni, come pure sua nonna.

## Cultura
Negli anni 1950 e 1960 Safed era conosciuta come la capitale dell'arte israeliana. Una colonia di artisti fondata nell'ex quartiere arabo era un centro di creatività che attirava artisti da tutto il paese, tra cui Isaac Frenkel Frenel, Yosl Bergner, Moshe Castel, Menachem Shemi, Shimshon Holzman e Rolly Schaffer. Oggi l'area contiene un gran numero di gallerie e laboratori gestiti da singoli artisti e mercanti d'arte. Ci sono diversi musei e gallerie che operano nelle dimore storiche di grandi artisti israeliani, come il Museo Frenkel Frenel e la galleria Beit Castel (na antiga casa de Moshe Castel).

## Alcune personalità originarie di Safad
- Al-Safadi, autore e storico turco mamelucco
- Esther Ofarim, attrice e cantante israeliana
- Mosche Schamir, scrittore israeliano
- Bernhard Sopher, scultore statunitense
- Moi Ver, fotografo e pittore
- Ruth Shany, pittore
- Mahmūd Abbās, Presidente dell'Autorità Nazionale Palestinese